# Републикански път III-7909
Републикански път IIІ-7909 е третокласен път, част от Републиканската пътна мрежа на България, преминаващ изцяло по територията на Бургаска област. Дължината му е 26,2 km.
Пътят се отклонява наляво при 89,1 km на Републикански път II-79 в източната част на квартал „Меден рудник“ на град Бургас и се насочва на запад по северното подножие на възвишението Върли бряг и южния бряг на Бургаското езеро. След като премине през квартал „Горно Езерово“ на Бургас пътят слиза в Бургаската низина и продължава на северозапад по долината на Чукарска река (влива се от запад в Бургаското езеро). Тук преминава през селата Братово и Равнец и югоизточно от село Трояново се свързва с Републикански път III-539 при неговия 22,9 km.
| Пътища, отклоняващи се надясно (населено място, № на пътя, посока на пътя) | km   | Пътища, отклоняващи се наляво (посока на пътя, № на пътя, населено място) |
| -------------------------------------------------------------------------- | ---- | ------------------------------------------------------------------------- |
| Община Бургас, II-79, 89,1 km, гр. Бургас, кв. „Меден рудник“ ←            | 0,0  | ← кв. „Меден рудник“, гр. Бургас, 89,1 km, II-79, Община Бургас           |
| гр. Бургас, кв. „Горно Езерово“                                            | 4,5  | кв. „Горно Езерово“, гр. Бургас                                           |
| (от гр. Бургас) III-9008, 13 km →                                          | 11,0 | ← 17 km, III-7907 (от с. Дебелт)                                          |
| (от 33,9 km на III-539) III-5392, 18,4 km, с. Братово →                    | 12,5 | → с. Братово, общински път (за 15,2 km наIII-7907)                        |
| с. Равнец                                                                  | 17,2 | с. Равнец                                                                 |
| Община Камено                                                              | 18,9 | Община Камено                                                             |
| (до гр. Айтос) III-539, 22,9 km ←                                          | 26,2 | ← 22,9 km, III-539 (от гр. Средец)                                        |